# Alliteratie
Alliteratie of allitteratie, ook stafrijm ('staf' betekent 'letter') of letterrijm genoemd, is het herhaald gebruik van gelijke beginmedeklinkers in twee of meer beklemtoonde lettergrepen of woorden binnen een uitdrukking, prozazin of vers. Soms spreekt men van alliteratie in geval van gelijkheid van beklemtoonde beginklinkers. Alliteratie is een vorm van rijm. Guido Gezelle schreef de allitererende, toelichtende zin: "Stafrijmen zijn stapstenen waarop men steunt met de stemme."
Alliteratie wordt soms uitgelegd als beginrijm. Dat is echter een term die meerdere betekenissen heeft en tevens naar het voorrijm of naar de stijlfiguur anafoor kan verwijzen.

## Spraakgebruik

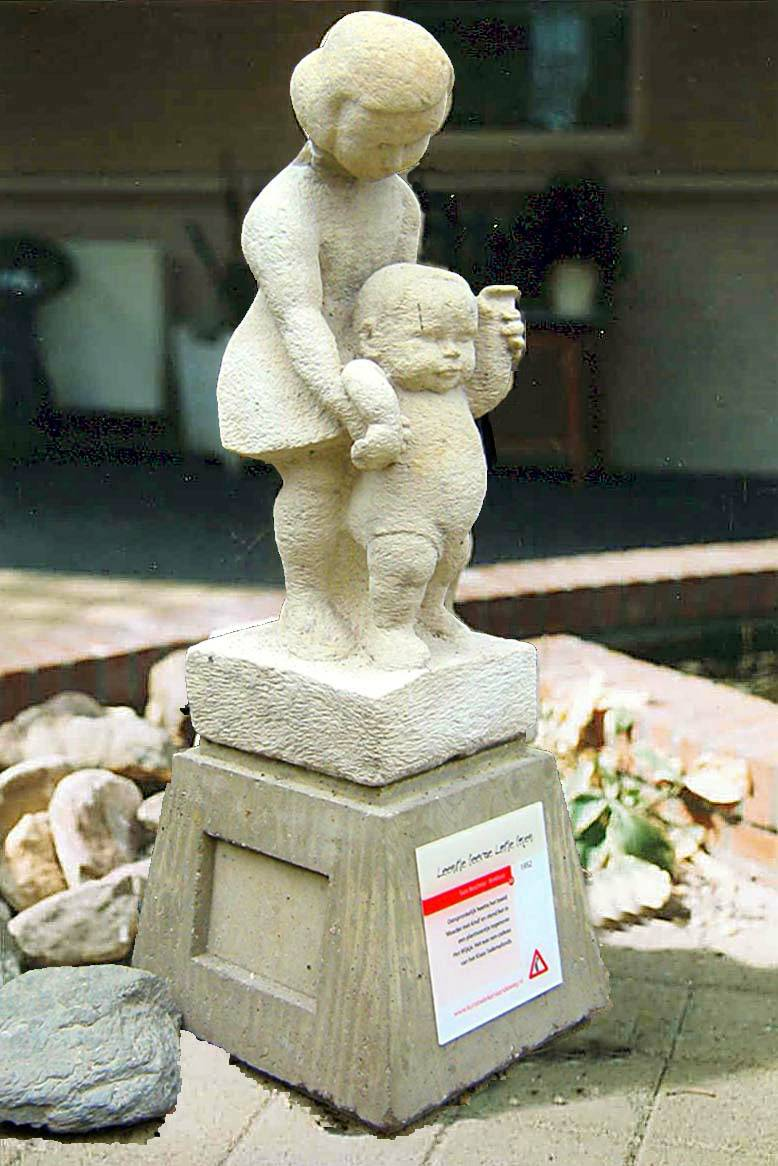
Leentje leerde Lotje lopen (Suze Boschma-Berkhout, Oosterwolde)

Stafrijm komt vaak voor in zegswijzen die gemeengoed zijn in het spraakgebruik. Zoals huis en haard, lief en leed, met man en muis, paal en perk en schots en scheef.
Twee bekende voorbeelden van zinnen met veel stafrijm zijn: "Wie weet waar Willem Wever woont?" en "Liesje" (of "Leentje") "leerde Lotje lopen langs de lange Lindelaan". Een andere is: "De dunne dokter duwde de dikke dame door de draaideur".
Een nog langere aaneenvolgende stafrijm is: "zachtjes zwetsend, zichtbaar zuidwaarts, zwemmen zeven zeer zware zwarte Zomergemse zotten zonder zorgen zes zonnige zomerse zondagen zonder zwembroek. Zware Zulma’s zwager zei: ze zijn zot zeker, ze zullen zinken."
Het kindertijdschrift Kris Kras publiceerde: 
"Klappertandend kwam Kees Koukleum kolen kopen.
“Kijk, kijk,” kakelde kolenkoopman Kuipers. “Kees klappertandt! Koud Kees?”
“Kerel,” klaagde Kees, “knikkende knieën, krakende knoken, kompleet klapperende kiezen.”
“Kurieuze kou,” knikte Kuipers. “Koop kolen, knul! Kolen kunnen kou klein krijgen!”"

## Politiek en reclame
In de politiek wordt stafrijm soms gebruikt om een boodschap over te brengen die makkelijk te onthouden is. Aan het begin van de Belgische Opstand verscheen in Brussel een geschrift dat bekend staat als de 'twaalf w's': "Wij Willen Willem Weg, Wilde Willem Wijzer Worden, Willen Wij Willem Weer."
Ferdinand Domela Nieuwenhuis vatte de vijanden van het socialisme samen met de 'vijf k's': Koning, Kerk, Kapitaal, Kazerne en Kroeg.
Omdat alliteratie helpt om de boodschap te onthouden wordt het veel toegepast in reclame voor producten. Voorbeelden zijn: Heerlijk Helder Heineken, Today, Tomorrow, Toyota, Verrassend Volledig, Verbazend Voordelig (Action).
Ook merknamen worden vaak gekozen vanwege de alliteratie, zoals Bakker Bart, Coca Cola en Media Markt.